# My Choice
My Choice – pierwszy album kompilacyjny typu greatest hits południowokoreańskiej grupy Shinhwa, wydany cyfrowo 26 stycznia, a na płycie 31 stycznia 2002 roku przez SM Entertainment. Był promowany przez singel „My Life Style”. Album sprzedał się w liczbie 185 098 egzemplarzy (stan na listopad 2013 roku).
Album zawiera jedenaście wcześniej wydanych piosenek, od debiutanckiego albumu Haegyeolsa z 1998 roku po czwarty album Hey, Come On! z 2001 roku, cztery nowe piosenki i jeden remiks.

## Lista utworów
| CD  | CD                                                                         | CD      |
| Nr  | Tytuł utworu                                                               | Długość |
| --- | -------------------------------------------------------------------------- | ------- |
| 1.  | „My Life Style”                                                            |         |
| 2.  | „I Love You”                                                               |         |
| 3.  | „T.O.P (Twinkling of Paradise)”                                            |         |
| 4.  | „Wild Eyes”                                                                |         |
| 5.  | „First Love”                                                               |         |
| 6.  | „All Your Dreams” (remix)                                                  |         |
| 7.  | „Haegyeolsa” (kor. 해결사)                                                 |         |
| 8.  | „Falling in Love”                                                          |         |
| 9.  | „Only One”                                                                 |         |
| 10. | „Yo! (Akdongbogoseo)” (kor. Yo! (악동보고서))                              |         |
| 11. | „Cheon-il-yuhon” (kor. 천일유혼)                                           |         |
| 12. | „Eusha! Eusha!” (kor. 으싸! 으싸!)                                         |         |
| 13. | „Wedding March (Neoui Gyeoteseo II)” (kor. Wedding March (너의 곁에서 II)) |         |
| 14. | „Hey, Come On!”                                                            |         |
| 15. | „Maybe”                                                                    |         |
| 16. | „Into My Heart”                                                            |         |

## Notowania
| Lista                                   | Najwyższa pozycja |
| --------------------------------------- | ----------------- |
| Recording Industry Association of Korea | 4 (Monthly Chart) |
| Recording Industry Association of Korea | 31 (Yearly Chart) |